# Mysmena mooatae
Espèce
Synonymes
- Calodipoena mooatae Baert, 1988

Mysmena mooatae est une espèce d'araignées aranéomorphes de la famille des Mysmenidae.

## Distribution
Cette espèce est endémique de Sulawesi en Indonésie.

## Description
La femelle holotype mesure 0,84 mm et le mâle paratype 0,71 mm.

## Étymologie
Son nom d'espèce lui a été donné en référence au lieu de sa découverte, Danow Mooat.

## Publication originale
- Baert, 1988 : The Ochyroceratidae and Mysmenidae from Sulawesi (Araneae). Indo-Malayan Zoology, vol. 5, p. 9-22.